# Chlorocalliope subvernalis
Chlorocalliope subvernalis är en fjärilsart som beskrevs av Sergius G. Kiriakoff 1958. Chlorocalliope subvernalis ingår i släktet Chlorocalliope och familjen tandspinnare. Inga underarter finns listade i Catalogue of Life.